# Каменички парк
Каменички парк је парк у Сремској Каменици, који од децембра 2008. године има статус споменика природе и под заштитом је државе. То је највећи новосадски парк, који се налази на десној обали Дунава, наспрам Штранда и Рибарског острва, и заузима површину од око 20 ha. Каменички парк заједно са Дворцем Марцибањи-Карачоњи представља непокретно културно добро као просторна културно-историјска целина од великог значаја.

## Историјат
Настанак парка је у блиској вези са изградњом дворца, смештеног у доњем делу Каменице. Дворац је почео да гради гроф Иштван Марцибањи, саветник Марије Терезије, који је купио каменичко властелинство од барона Ифелина 10. септембра 1758. Изградња дворца је почела крајем 18. века (према једним подацима 1793, а према другим 1797. године), а данашњи облик је добио 1834. Половином 19. века преузела га је породица Карачоњи, након што се грофица Марија Марцибањи удала за грофа Гвида Карачоњија из Беодре (данашње Ново Милошево) и у власништву те породице је остао све до краја Првог светског рата.
Гроф Карачоњи је желео да у околини дворца изгради зелену површину по узору на енглеске пејзажне паркове. Ангажовао је стручњаке из области хортикултуре и том приликом је засађено дрвеће из свих делова света, направљено је шеталиште уз Дунав, стазе за јахање, вештачко језеро, чесме, камене клупе, жардињере са цвећем, а постављено је и неколико скулптура од којих су неке сачуване до данас. Међу њима се посебно издвајају скулптуре „Пет глава“ на Брежуљку ружа, „Помпејски стуб“, „Сфинга“, „Адам и Ева“ и „Лежећа девојка“.
Након завршетка Првог светског рата дворац и парк су постали власништво Краљевине Срба, Хрвата и Словенаца. Џон Фротингем, мајор америчке и пуковник српске војске, и његова супруга Јелена Лозанић су 1919. године овде основали Дом српско-америчког пријатељства. У оквиру њега је дуго времена функционисало сиротиште и школа. Фротингем је 1929. купио дворац, помоћне зграде и 18 јутара парка и основао Задужбину Џона В. Фротингема.
У периоду између два рата парк је променио неколико власника и у њему су редовно одржавани ђурђевдански уранци. У то време је постао и прилично запуштен, а Краљевска банска управа је забранила парцелисање, продају, ограђивање парка и сечу дрвећа. Током Другог светског рата у њему је подигнуто осам бетонских бункера окренутих према Новом Саду.
Касније су дворац и парк постали друштвена својина. У парку је, непосредно изнад дворца, 1961. изграђена школа „Јован Јовановић Змај“. На овом подручју је 1968. сниман филм „Чувари замка“ (енгл. Castle Keep), а током 1970-их и телевизијска серија „Невен“.
У периоду између 1973. и 1975. у Каменичком парку је 1975. године изграђено Дечје село „Др Милорад Павловић” као установа за смештај деце без родитељског старања. Док су трајали радови на изградњи Моста слободе делимично је промењен изглед парка, односно конфигурација терена, раскрчена је шума и промењен ток неколико потока.

## Флора и фауна
Приближно 2/3 парка је под шумом, а евидентирано је укупно 88 врста зимзеленог и листопадног дрвећа. Посебно се истичу два храста медунца стара око 200 година. Осим дрвећа, присутан је и велики број других биљних врста.
У парку је евидентирано 86 врста птица, као и одређени број сисара, гмизаваца, водоземаца, паукова, инсеката, пужева, шкољки итд.
Евидентирана је и 71 врста јестивих и отровних гљива.

## Галерија
- Дворац Марцибањ-Карачоњи
- Скултура Пет глава
- Скулптура Сфинга
- Бункер из 2. светског рата
- Табла
- Клупе
- Скулптура на Брежуљку ружа
- Дворац Марцибањ-Карачоњи
- Каменички парк
- Каменички парк